# Bem-Te-Vi (criminoso)
Erismar Rodrigues Moreira (Varjota, 12 de fevereiro de 1970 — Rio de Janeiro, 29 de setembro de 2005), mais conhecido como "Bem-Te-Vi", foi um criminoso brasileiro, que após a morte do traficante Lulu da Rocinha, em 2004, e as consequentes disputas pelo poder paralelo na favela, tornou-se o chefe do tráfico local. 

## Biografia
Até 2004, Bem-Te-Vi, terceiro na linha de sucessão de Lulu, era ligado ao Comando Vermelho. Porém com a invasão da favela pelo traficante Dudu, em 9 de abril, apoiada pelo próprio CV, e a morte de Lulu pela polícia na sequência destes eventos, houve uma ruptura no comando do crime na favela.
Após a morte de Lulu e a fuga de seu rival Dudu, assumiu o controle da favela o traficante André da Costa Brito, o Zarur. Em 2004, Zarur foi morto por seu antigo aliado, o criminoso conhecido como Lyon, também integrante da quadrilha de Lulu, que permaneceu ligado ao Comando Vermelho. Lyon passou a dominar a parte alta da favela, por oposição a Bem-Te-Vi, que se aliou ao Amigos dos Amigos e passou a dominar a parte baixa, dividindo assim a Rocinha entre as duas facções.
Bem-Te-vi venceu a disputa com Lion e tomou o controle da favela, tornando-se com isso um dos maiores e mais procurados traficantes cariocas durante mais de um ano. Durante o tempo em que foi chefe do tráfico na Rocinha, deu abrigo ao assaltante Pedro Dom e tinha o hábito de organizar festas e bailes funk regados a uísque e cocaína. Considerava-se uma celebridade, gabando-se de usar armas banhadas em ouro e conviver com artistas e jogadores de futebol — frequentemente requisitados para partidas na Rocinha em troca de segurança. 
O goleiro Júlio César, um dos que jogaram uma partida na favela, chegou a reclamar para Bem-Te-Vi de um assalto sofrido por um amigo nos arredores da favela. Romário foi outro a ter de depor na polícia por conta de envolver-se com o traficante, ainda que indiretamente: seu ex-cunhado, a mesma pessoa que apresentara Júlio César a Bem-Te-Vi, vinha aproximando Romarinho — filho de Romário — ao traficante, expondo-o como um herói. O próprio Romário costumava se desvencilhar dos convites de Bem-Te-Vi, ciente de que poderia ser usado pelo traficante. O ex-jogador garantiria que não sabia o que se passava com seu filho.

## Morte
Em 29 de outubro de 2005, após uma ação ousada onde alugaram uma casa na Rocinha e tiveram que passar lá uma noite inteira sem qualquer auxílio, policiais civis mataram Bem-Te-Vi em confronto, numa ação que foi bastante elogiada por toda a imprensa carioca.